# Буда (Вранча)
Буда (рум. Buda) насеље је у Румунији у округу Вранча у општини Корбица. Oпштина се налази на надморској висини од 216 m.

## Становништво
Према подацима из 2002. године у насељу је живело 641 становника, од којих су сви румунске националности.